# 15414 Pettirossi
15414 Pettirossi este un asteroid din centura principală de asteroizi.

## Descriere
15414 Pettirossi este un asteroid din centura principală de asteroizi. A fost descoperit pe 26 ianuarie 1998 la Kitt Peak National Observatory, în cadrul proiectului Spacewatch. Asteroidul prezintă o orbită caracterizată de o semiaxă mare de 2,95 ua, o excentricitate de 0,04 și o înclinație de 3,2° în raport cu ecliptica.